# Konavattam
Konavattam é uma vila no distrito de Vellore, no estado indiano de Tamil Nadu.

## Demografia
Segundo o censo de 2001,  Konavattam  tinha uma população de 9351 habitantes. Os indivíduos do sexo masculino constituem 49% da população e os do sexo feminino 51%. Konavattam tem uma taxa de literacia de 67%, superior à média nacional de 59.5%: a literacia no sexo masculino é de 74% e no sexo feminino é de 60%. Em Konavattam, 13% da população está abaixo dos 6 anos de idade.